# Anna Orlova
Anna Orlova (* 23. srpna 1972 Riga, Sovětský svaz) je lotyšská sáňkařka, šestinásobná účastnice zimních olympijských her. Jejím nejlepším olympijským umístěním je 7. místo z her v Turíně v roce 2006. Je také držitelkou jedné stříbrné medaile z mistrovství světa a jedné zlaté a bronzové z mistrovství Evropy, vše ze závodů družstev.